# Tipula nippoalpina
Tipula nippoalpina is een tweevleugelige uit de familie langpootmuggen (Tipulidae). De soort komt voor in het Palearctisch gebied.